# Finley (Wisconsin)
Finley – miasto w Stanach Zjednoczonych, w stanie Wisconsin, w hrabstwie Juneau.